# Amphiesma stolatum
Genre
Espèce
Synonymes
- Coluber stolatus Linnaeus, 1758
- Elaps bilineatus Schneider, 1801
- Tropidonotus ruficeps Peters, 1869
- Natrix stolata chinensis Mell, 1930

Amphiesma stolatum, unique représentant du genre Amphiesma, est une espèce de serpents de la famille des Natricidae.

## Répartition
Cette espèce se rencontre :
- au Pakistan ;
- en Inde ;
- au Népal ;
- au Sri Lanka ;
- en Birmanie ;
- en Thaïlande ;
- au Cambodge ;
- au Laos ;
- au Viêt Nam ;
- en Chine à Hainan, à Hong Kong, au Jiangxi et au Fujian ;
- à Taïwan.

## Description
Ce serpent atteint 40 à 50 cm avec un maximum de 90 cm, les femelles étant nettement plus longues que les mâles. La queue atteint environ le quart de la longueur totale. Ce serpent est en général brun-vert ou gris sur tout le corps. Le dessous est blanc-crème avec de petits points noirs.

## Éthologie
Amphiesma stolatum est diurne et ovipare.

## Taxinomie
Ce genre est devenu mono-typique à la suite d'une révision faite par Guo, Zhu, Liu, Zhang, Li, Huang et Pyron en  2014. Les anciennes espèces de ce genre ont été déplacées dans les genres Hebius et Herpetoreas.

## Galerie

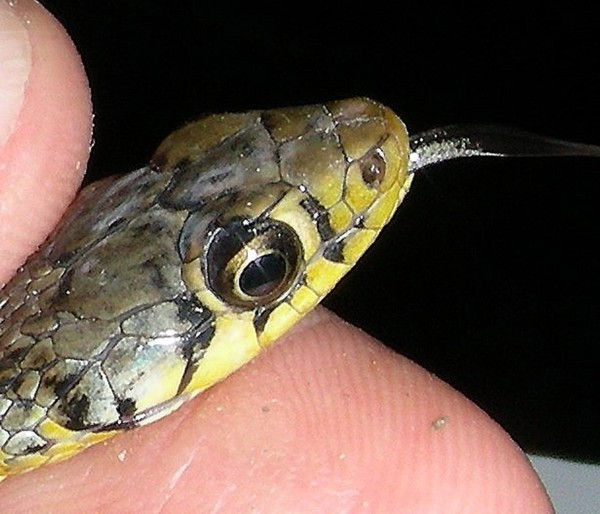
Vue de profil de la tête
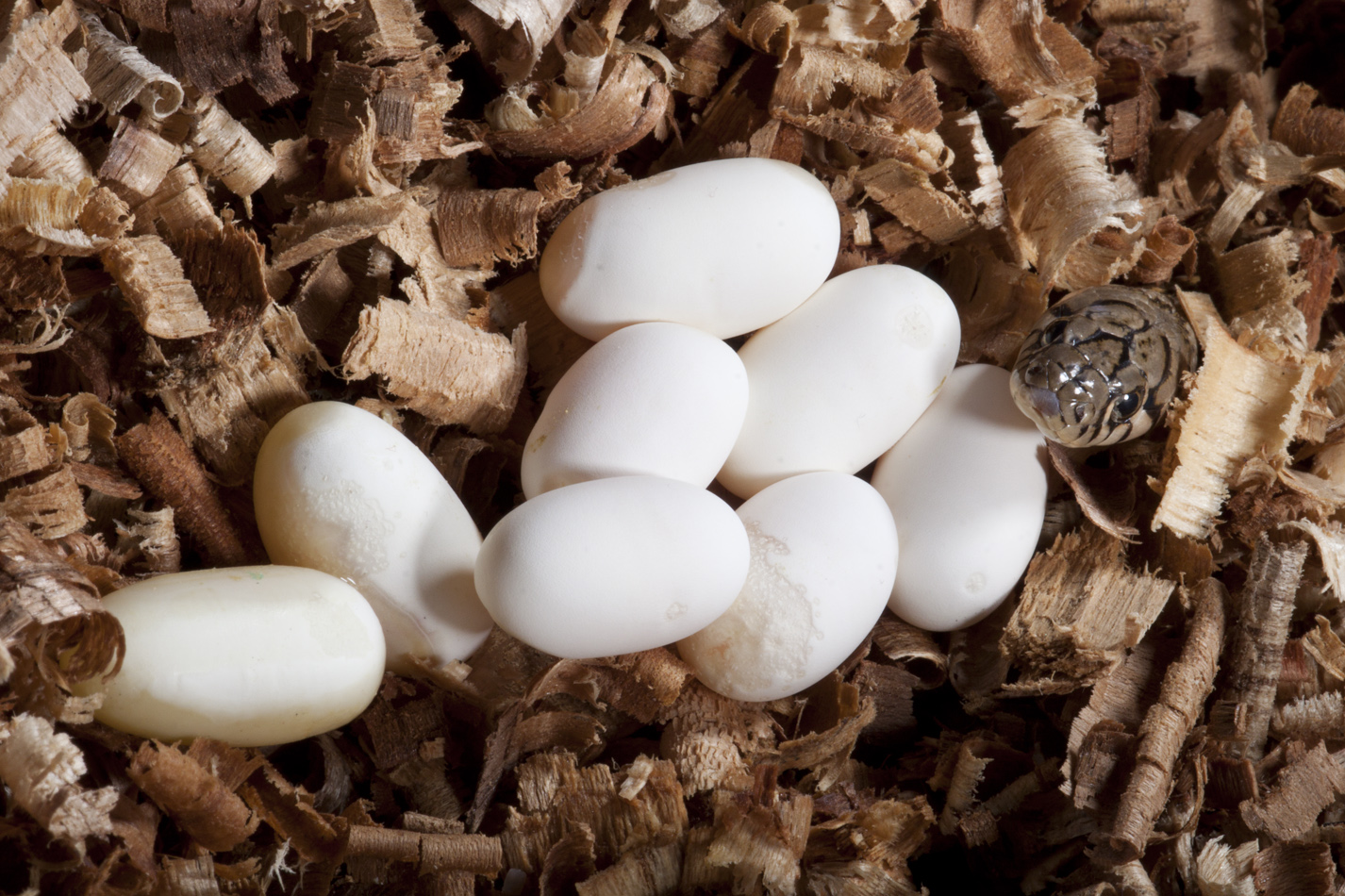
Œufs

## Publications originales
- Duméril, Bibron & Duméril, 1854 : Erpétologie générale ou histoire naturelle complète des reptiles. Tome septième. Première partie, p. 1-780 (texte intégral).
- Linnaeus, 1758 : Systema naturae per regna tria naturae, secundum classes, ordines, genera, species, cum characteribus, differentiis, synonymis, locis, ed. 10 (texte intégral).